# Exaltação da Santa Cruz

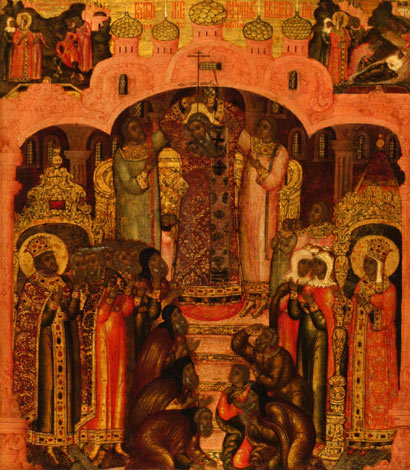
Ícone russo da Festa da Exaltação da Santa Cruz por Gury Nikitin, 1680. Galeria Tretyakov, Moscou,Rússia.

Esta festa é chamada em Grego de Ὕψωσις τοῦ Τιμίου Σταυροῦ e em Latim de Exaltatio Sanctae Crucis (literalmente, "Exaltação da Santa Cruz"). Em algumas partes da Comunhão Anglicana a festa é chamada Santo Dia da Cruz, um nome também utilizado por Luteranos. A celebração é às vezes chamada Festa da Cruz Gloriosa.
No calendário litúrgico cristão há várias Festas relacionadas à Cruz, todas com a intenção de relembrar a crucificação de Jesus Cristo, evento central da fé, como diz o apóstolo São Paulo: "nós pregamos a Cristo crucificado, que é para os judeus, na verdade, uma pedra de tropeço, e para os gentios uma estultícia; mas para os que são chamados, tanto judeus como gregos, Cristo, poder de Deus e sabedoria de Deus." Enquanto a Sexta-Feira Santa é dedicada à paixão e Crucificação, a Festa da Exaltação da Santa Cruz, em 14 de Setembro, celebra a cruz como instrumento de salvação, fonte de santidade e símbolo revelador da vitória de Jesus sobre o pecado, a morte e o demônio.
Santo André de Creta diz: "Celebramos a festa da cruz; por ela as trevas são repelidas e volta a luz. Celebramos a festa da cruz e junto com o Crucificado somos levados para o alto para que, abandonando a terra com o pecado, obtenhamos os céus. A posse da cruz é tão grande e de tão imenso valor que seu possuidor possui um tesouro."
Segundo a tradição, a Vera Cruz foi descoberta em 326 por Helena de Constantinopla, mãe do Imperador Constantino I, durante peregrinação à cidade de Jerusalém. A Igreja do Santo Sepulcro foi construída no local da descoberta, por ordem de Helena e Constantino. A igreja foi dedicada nove anos após, em 335, com uma parte da cruz em exposição. Em 13 de Setembro ocorreu a dedicação da igreja e a cruz foi posta em exposição no dia 14, para que os fiéis pudessem orar e venerá-la. Em 614 os persas invadiram a cidade e tomaram a cruz, que foi recuperada pelo Imperador Bizantino Heráclio em 628. Após um ano em Constantinopla, a cruz retornou ao Santo Sepulcro.
A Exaltação da Santa Cruz é a festa principal dos Cônegos Regulares da Ordem da Santa Cruz.

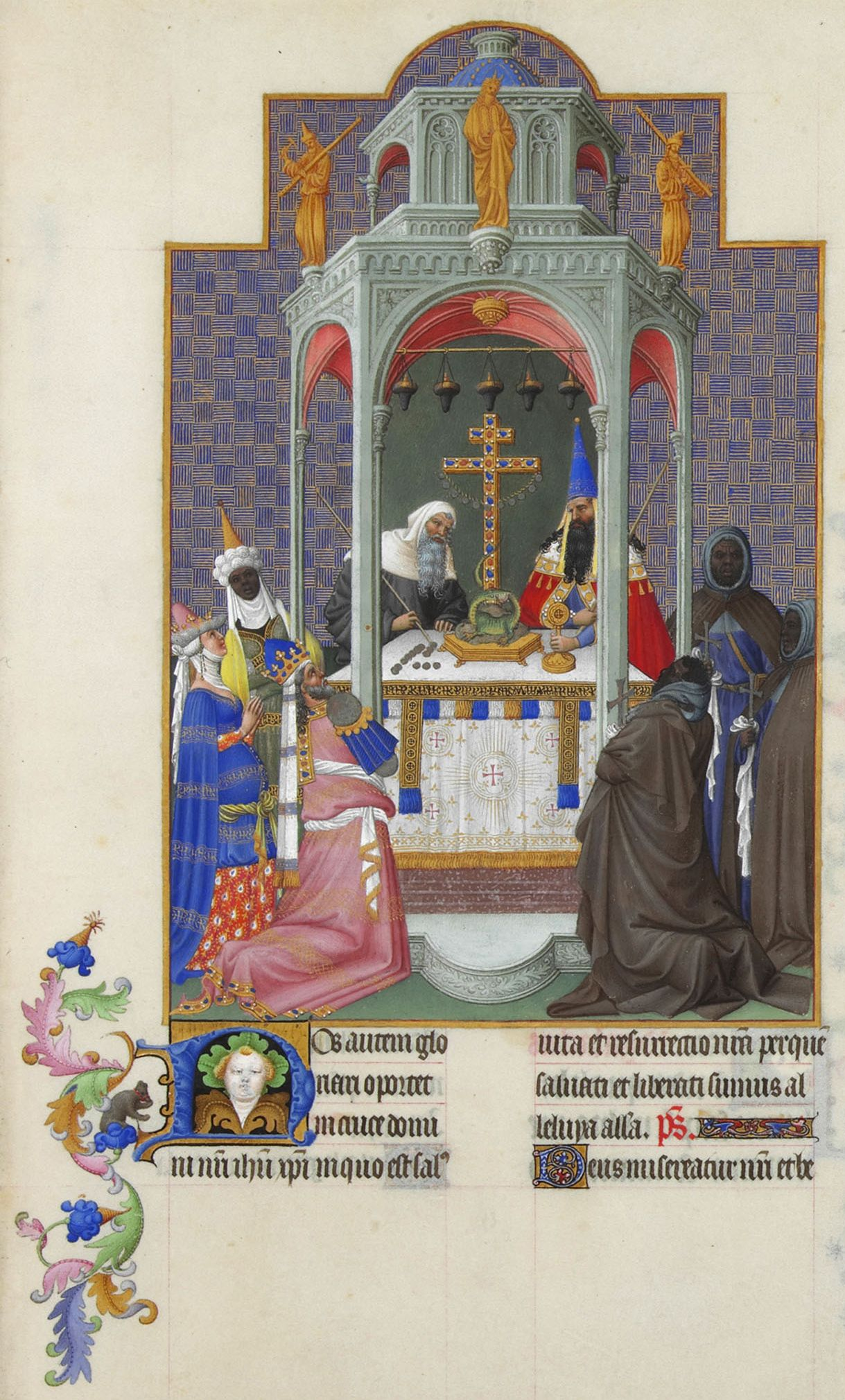
Exaltação da Santa Cruz no Les très riches heures du duc de Berry (Musée Condé, Chantilly)

## Igreja Católica Apostólica Romana
De acordo com as regras litúrgicas da Igreja Católica Romana, o presbítero deve utilizar vestimentas vermelhas neste dia. Se a celebração ocorrer num domingo, a Festa tem precedência sobre a liturgia do tempo comum. Até 1969, a quarta-feira, sexta e sábado após 14 de Setembro eram considerados como um dos quatro conjuntos de dias de têmporas. A organização destas celebrações específicas, agora, estão sob discernimento das conferências episcopais, que devem considerar usos e costumes de suas localidades. Esta data também marca o início do tempo de jejum pela Regra de Santo Alberto.

## Igreja Ortodoxa
Na Igreja Ortodoxa Oriental, a festa da Exaltação Universal da Honorável e Vivificante Cruz é considerada uma das doze grandes festas do calendário litúrgico. É sempre um dia de jejum, mesmo que ocorra num Sábado ou Domingo, sendo proibida a ingestão de carne ou peixes. Ela é precedida por um dia de vigília e se conclui em 21 de setembro. Durante a Vigília, que se estende por toda noite, a cruz é colocada na Mesa Sagrada (altar), no local normalmente utilizado para a Bíblia, onde repousa durante a celebração sobre uma almofada, decorada com flores e uma vela. Parte da celebração é realizada em frente à Cruz.

## Ícone da Festa
A tradição ortodoxa, com efeito, narra que quando foram descobertas nas escavações três cruzes, para distinguir a de Jesus Cristo das dos ladrões, foi colocado o cadáver de um homem e, ao simples contato com o madeiro que sustentou o Salvador do mundo, ele foi milagrosamente ressuscitado. O ícone da festa evoca tal acontecimento: no meio está a Cruz sustentada pelo bispo de Jerusalém, à esquerda (de quem olha) estão duas figuras coroadas, protagonistas da busca e do achado da preciosa relíquia, à direita aparece a figura do miraculado e do povo. Na tradição cristã, uma mulher moribunda foi trazida ao local das cruzes, tendo sido curada pela verdadeira cruz.